# Catagramma infernalis
Catagramma infernalis är en fjärilsart som beskrevs av Günter Theodor Tessmann 1928. Catagramma infernalis ingår i släktet Catagramma och familjen praktfjärilar. Inga underarter finns listade i Catalogue of Life.